# Jan Schlichtmann
Jan Richard Schlichtmann (16 de marzo de 1951 en Massachusetts) es un abogado estadounidense de origen germano especializado en leyes medioambientales y por la defensa del entorno. 
Estudió derecho en las universidades de Amherst y Universidad de Cornell, y admitido en 1977 en el Colegio de Abogados. Barry Reed fue su mentor.

## Biografía

### Carrera legal
Schlichtmann se hizo conocido en los años 80 por pleitear contra las compañías W. R. Grace y Beatrice Foods (caso Anderson v. Cryovac), acusadas de verter productos tóxicos en las aguas del río cerca de Woburn, Massachusetts. A lo largo del proceso se realizaron pruebas químicas que demostraron la responsabilidad de ambas empresas en la contaminación fluvial en los que hubo varios afectados (algunos fallecidos) por leucemia y otras enfermedades cancerígenas.
Tras el arduo proceso, prosiguió con su carrera centrada en temas medioambientales (en temas de responsabilidades y al derecho del consumo). Uno de sus casos más notables aparte del proceso de Woburn fue un largo litigio contra una agencia recolectora conocida como "The Cadle Company". También ha representado a varias familias de Wilmington en un caso parecido al acaecido en Woburn.

### LBN
Aparte de su carrera de derecho, es junto a Mark Wahlstrom, cofundador de Legal Broadcast Network (LBN), emisora de radio creada en 2005 que aborda temas legales dirigidos a ciudadanos sobre varios temas de justicia. En 2007 fundó el Centro de Acción Civil que permite mostrar a la ciudadanía y a los fiscales otras alternativas al litigio.

## Película
En 1995, Jonathan Harr escribió un libro basado en el caso Woburn, el cual fue llevado a la gran pantalla tres años después con el título A Civil Action en el que John Travolta interpretó al abogado.